# Campo sonoro

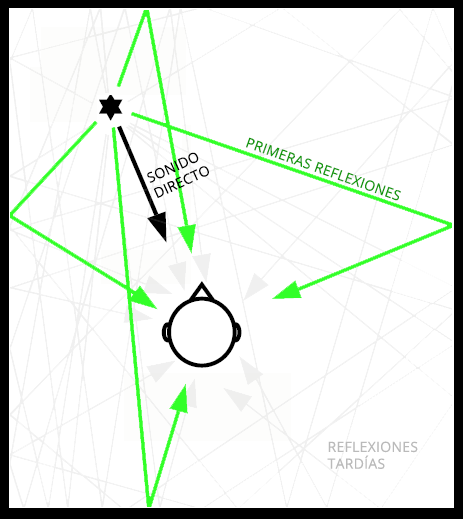
Sonido directo y sonido reflejado en un recinto cerrado.

Un campo sonoro es un campo físico que representa la distribución escalar del nivel de presión sonora en cada punto del espacio tridimensional.

## Componentes del campo sonoro
Cuando una fuente sonora emite energía en un espacio abierto, no se produce el fenómeno de reflexión, puesto que las ondas no hallan en su camino ninguna superficie sobre la cual incidir. Tampoco existen reflexiones en el caso de que la onda incida sobre superficies que son totalmente absorbentes, tal y como ocurre en una cámara anecoica ideal.  En ambos casos, se dice que la propagación se produce en condiciones de campo libre y solamente existe el sonido directo generado por la propia fuente. 
Por el contrario, en otros tipos de espacios, el sonido encuentra alguna superficie en su camino de propagación. Entonces se dan otros fenómenos acústicos, como son la reflexión y/o la difracción. Ahora, además del sonido directo que se produciría en campo libre, aparece también un sonido reflejado, compuesto por todas las reflexiones de las ondas con las diversas superficies implicadas. El sonido reflejado está formado a su vez por las primeras reflexiones y las reflexiones tardías, en función del número de veces que la onda ha incidido sobre alguna superficie (lo que se conoce como orden de la reflexión). 

### Campo directo
El campo directo es aquella zona situada en los puntos más próximos a la fuente sonora, donde predomina el sonido directo. En campo directo, el nivel depende exclusivamente de la ley cuadrática inversa, por lo que el nivel de presión sonora disminuye 6 dB cada vez que se duplica la distancia a la fuente.

### Campo reverberante
El campo reverberante es aquella zona que se encuentra en los puntos más alejados de la fuente sonora, donde el sonido reflejado está más presente que el directo. En campo reverberante, el nivel en cada punto depende, en principio, de cada una de las reflexiones producidas en las distintas superficies. La energía asociada a cada una de ellas es función tanto del camino recorrido por el rayo sonoro como del grado de absorción acústica de los materiales que recubren las superficies. No obstante, en recintos cerrados, las reflexiones se superponen unas a otras, creando un campo bastante homogéneo. Por ello, a menudo se suele simplificar el campo reverberante bajo las hipótesis de campo difuso.

#### Campo difuso
El campo difuso es un caso especial de campo reverberante, donde la densidad media de la energía que forman todas las ondas reflejadas es uniforme en cualquier punto de dicho campo. Este tipo de situación es la que intenta emularse en las denominadas cámaras reverberantes, utilizadas, por ejemplo, para medir el coeficiente de absorción de ciertos materiales acústicos. Al considerar difuso el campo reverberante, se tratan por igual todas las reflexiones, ya sean primeras o tardías, con lo que el nivel de campo reverberante se mantiene constante en todos los puntos.

## Distancia crítica
Se llama distancia crítica a aquella distancia a la fuente donde los niveles de campo directo y de campo reverberante se hacen iguales. En estos puntos del espacio, la cantidad de energía que aporta cada campo es exactamente la misma. Por ello, en cualquier punto situado entre la fuente y la distancia crítica predominará el sonido directo, mientras que en cualquier punto que se aleja más allá del valor crítico, campo reverberante es más presente.
La distancia crítica se puede calcular a partir de la siguiente expresión:
| Símbolo                          | Nombre                                                                 | Unidad | Fórmula                                                      |
| -------------------------------- | ---------------------------------------------------------------------- | ------ | ------------------------------------------------------------ |
| {\displaystyle D_{c}}            | Distancia crítica                                                      |        |                                                              |
| {\displaystyle Q}                | Factor de directividad de la fuente sonora en la dirección considerada |        |                                                              |
| {\displaystyle R}                | Constante de la sala                                                   | m2     | {\displaystyle R=S_{t}{\bar {\alpha }}/(1-{\bar {\alpha }})} |
| {\displaystyle S_{t}}            | Superficie total de la sala                                            | m2     |                                                              |
| {\displaystyle {\bar {\alpha }}} | Coeficiente medio de absorción de la sala                              |        |                                                              |

## Campo próximo y campo lejano

### Campo próximo
El campo próximo o cercano es aquella zona del campo sonoro donde la directividad de la fuente todavía depende de la distancia. En él, los niveles de presión sonora varían de forma importante con pequeñas variaciones en la posición, por lo que deben evitarse las mediciones acústicas en esta área.

### Campo lejano
Es aquella zona del campo sonoro a partir de la cual la directividad de la fuente sonora es independiente de la distancia.